# Englerophytum oblanceolatum
Englerophytum oblanceolatum là một loài thực vật có hoa trong họ Hồng xiêm. Loài này được (S.Moore) T.D.Penn. mô tả khoa học đầu tiên năm 1991.